# Odnazjdy dvadtsat let spustja
Odnazjdy dvadtsat let spustja (russisk: Однажды двадцать лет спустя) er en sovjetisk spillefilm fra 1980 af Jurij Jegorov.

## Medvirkende
- Natalja Gundareva som Nadja Kruglova
- Viktor Proskurin som Kirill
- Jevgenij Lazarev
- Oleg Jefremov
- Valentina Titova